# クワッガ・スミス
アルバータス・ステファナス・"クワッガ"・スミス（Albertus Stephanus "Kwagga" Smith、1993年6月11日 - ）は、ジャパンラグビーリーグワン静岡ブルーレヴズに所属する南アフリカ・ライデンバーグ出身のラグビー選手でチームの共同主将。南アフリカ代表。ニックネームのクワッガ（Kwagga）は、アフリカーンス語でクアッガを意味する。

## プロフィール
- ポジションはフランカー(FL)。
- 身長180cm、体重94kg。
- U20南アフリカ代表に選ばれたことがある[1]。
- 南アフリカ代表キャップは25（2023年6月現在）でラグビーワールドカップ2019の南アフリカ代表に選ばれた[2]。
- リオ五輪の7人制南アフリカ代表に選ばれ銅メダル獲得[3]。
- バーバリアンズに選ばれたことがある。
- 世界選抜に選ばれたことがある[4]。

## 略歴
ゴールデン・ライオンズ、ライオンズを経て、2018年、ヤマハ発動機ジュビロに加入。同年9月1日に行われたジャパンラグビートップリーグ第1節のコカ・コーラレッドスパークス戦にて先発出場で日本での公式戦初出場を果たす。
2022年9月、奥村翔と共に静岡ブルーレヴズの共同主将に就任。

## 受賞歴

### ジャパンラグビートップリーグ
- 2018-19トップリーグベスト15
- 2020-21トップリーグベスト15

### ジャパンラグビーリーグワン
- 2022リーグワンベスト15(No.8)
- 2022-23プレーヤー・オブ・ザ・シーズン（DIVISION 1） リーグワンベスト15(No.8)
- 2024-25リーグワンベスト15(FL)